# اچ‌ام‌اس ویتوریا (۱۹۱۷)
اچ‌ام‌اس ویتوریا (۱۹۱۷) (به انگلیسی: HMS Vittoria (1917)) یک زیردریایی بود که طول آن ۳۰۰ فوت (۹۱٫۴ متر) بود. این زیردریایی در سال ۱۹۱۷ ساخته شد.